# Ettendorf
Pour les articles homonymes, voir Ettendorf (homonymie).
Ettendorf (prononcé [ɛtəndɔrf]) est une commune française de la plaine d'Alsace située à 28,3 km au nord-ouest de Strasbourg dans la circonscription administrative du Bas-Rhin et, depuis le 1er janvier 2021, dans le territoire de la Collectivité européenne d'Alsace, en région Grand Est.
Ettendorf est intégrée dans la communauté de communes du Pays de la Zorn qui regroupe 27 localités autour de Hochfelden.

## Géographie

### Localisation
Cette commune se trouve dans la région historique et culturelle d'Alsace.
Ettendorf, 630 hectares, 200 m d’altitude, est un village de plus de 800 habitants, niché au creux d’un vallon, celui du Landgraben, situé entre Saverne et Haguenau, et plus précisément entre Hochfelden et Pfaffenhoffen, sur le CD 25 vers Wasselonne et sur la ligne de chemin de fer Strasbourg - Sarreguemines.

### Communes limitrophes
Le territoire de la commune est limitrophe de ceux de huit communes :
| Schalkendorf          | Pfaffenhoffen | Ringeldorf  |
| Buswiller, Ringendorf | Ettendorf     | Grassendorf |
| Lixhausen             | Alteckendorf  |             |

### Géologie et relief
Hydrogéologie et climatologie : Système d’information pour la gestion de l’Aquifère rhénan :
Territoire communal : Occupation du sol (Corinne Land Cover); Cours d'eau (BD Carthage),
Géologie : Carte géologique; Coupes géologiques et techniques,
 Hydrogéologie : Masses d'eau souterraine; BD Lisa; Cartes piézométriques.

### Hydrographie

#### Réseau hydrographique
La commune est dans le bassin versant du Rhin au sein du bassin Rhin-Meuse. Elle est drainée par le ruisseau le Minversheimerbach,,.
Le Minversheimerbach, d'une longueur de 11 km, prend sa source dans la commune de Buswiller et se jette  dans la Zorn à Mommenheim, après avoir traversé cinq communes. 

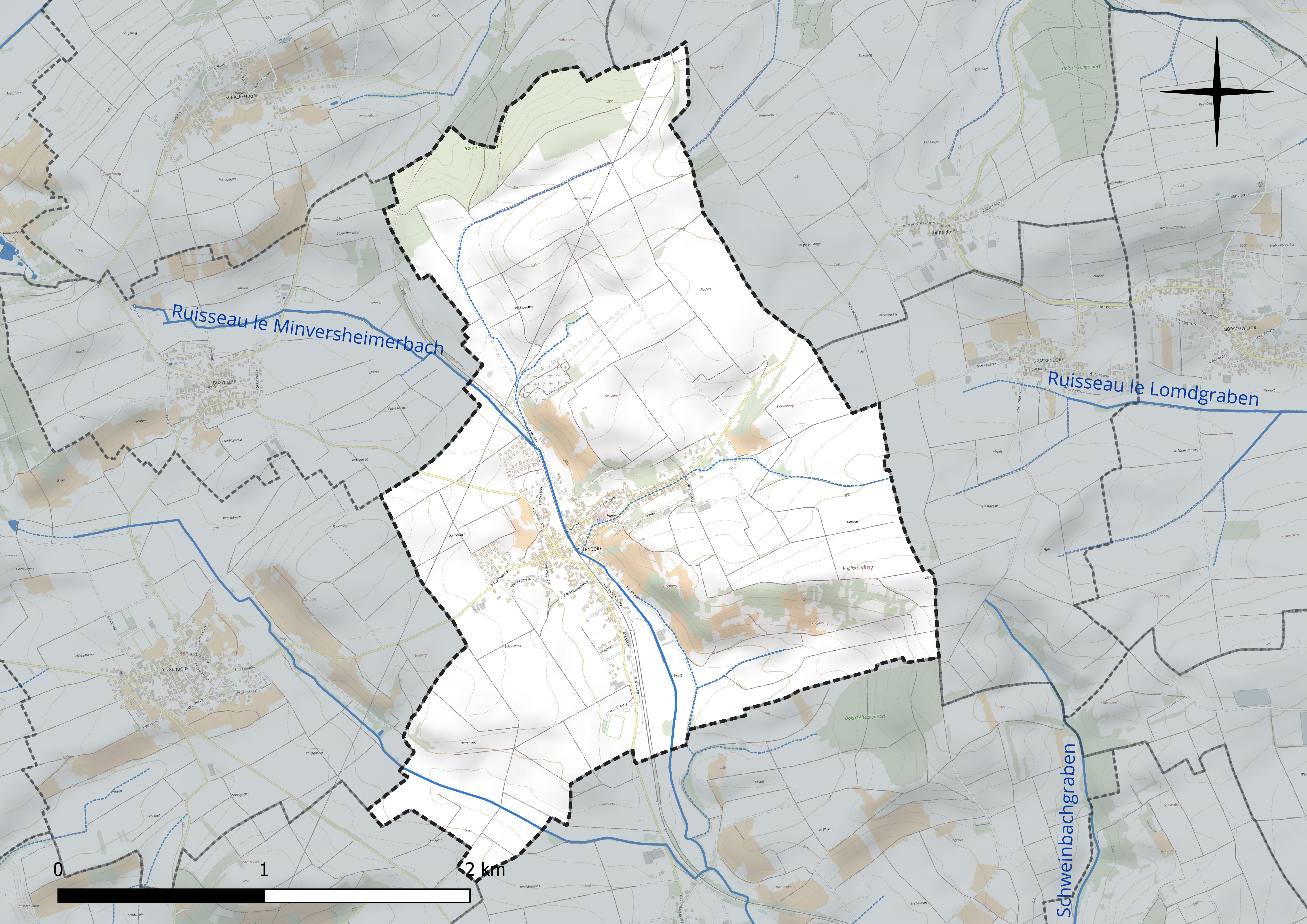
Réseau hydrographique d'Ettendorf.

#### Gestion et qualité des eaux
Le territoire communal est couvert par le schéma d'aménagement et de gestion des eaux (SAGE) « Moder ». Ce document de planification concerne le bassin versant de la Moder dont le territoire s'étend sur 1 720 km2. Le périmètre a été arrêté le 25 janvier 2006. La commission locale de l'eau a été créée le 12 juillet 2007, puis modifiée le 14 décembre 2021. La structure porteuse de l'élaboration et de la mise en œuvre est le Syndicat des eaux et de l’assainissement Alsace-Moselle (SDEA). 
La qualité des cours d’eau peut être consultée sur un site dédié géré par les agences de l’eau et l’Agence française pour la biodiversité. 

### Climat
Pour des articles plus généraux, voir Climat du Grand Est et Climat du Bas-Rhin.
En 2010, le climat de la commune est de type climat des marges montargnardes, selon une étude du Centre national de la recherche scientifique s'appuyant sur une série de données couvrant la période 1971-2000. En 2020, Météo-France publie une typologie des climats de la France métropolitaine dans laquelle la commune est exposée à un climat semi-continental et est dans la région climatique  Vosges, caractérisée par une pluviométrie très élevée (1 500 à 2 000 mm/an) en toutes saisons et un hiver rude (moins de 1 °C). 
Pour la période 1971-2000, la température annuelle moyenne est de 10,4 °C, avec une amplitude thermique annuelle de 17,6 °C. Le cumul annuel moyen de précipitations est de 845 mm, avec 10,5 jours de précipitations en janvier et 10,7 jours en juillet. Pour la période 1991-2020, la température moyenne annuelle observée sur la station météorologique de Météo-France la plus proche, « Uhrwiller_sapc », sur la commune de Uhrwiller à 7 km à vol d'oiseau, est de 10,9 °C et le cumul annuel moyen de précipitations est de 740,0 mm. 
La température maximale relevée sur cette station est de 38,7 °C, atteinte le 7 août 2015 ; la température minimale est de −18 °C, atteinte le 20 décembre 2009,,. 
Les paramètres climatiques de la commune ont été estimés pour le milieu du siècle (2041-2070) selon différents scénarios d'émission de gaz à effet de serre à partir des nouvelles projections climatiques de référence DRIAS-2020. Ils sont consultables sur un site dédié publié par Météo-France en novembre 2022.

## Toponymie
La première mention du village apparaît en 766 sous le nom de Atinheim. En 1193 apparaît le nom définitif Ettendorf qui subira encore des variations.

## Urbanisme

### Typologie
Au 1er janvier 2024, Ettendorf est catégorisée bourg rural, selon la nouvelle grille communale de densité à sept niveaux définie par l'Insee en 2022.
Elle est située hors unité urbaine. Par ailleurs la commune fait partie de l'aire d'attraction de Strasbourg (partie française), dont elle est une commune de la couronne,. Cette aire, qui regroupe 268 communes, est catégorisée dans les aires de 700 000 habitants ou plus (hors Paris),.

### Occupation des sols
L'occupation des sols de la commune, telle qu'elle ressort de la base de données européenne d’occupation biophysique des sols Corine Land Cover (CLC), est marquée par l'importance des territoires agricoles (87,4 % en 2018), en diminution par rapport à 1990 (90 %). La répartition détaillée en 2018 est la suivante : 
terres arables (74,6 %), cultures permanentes (12,8 %), zones urbanisées (6,7 %), forêts (5,9 %). L'évolution de l’occupation des sols de la commune et de ses infrastructures peut être observée sur les différentes représentations cartographiques du territoire : la carte de Cassini (XVIIIe siècle), la carte d'état-major (1820-1866) et les cartes ou photos aériennes de l'IGN pour la période actuelle (1950 à aujourd'hui).

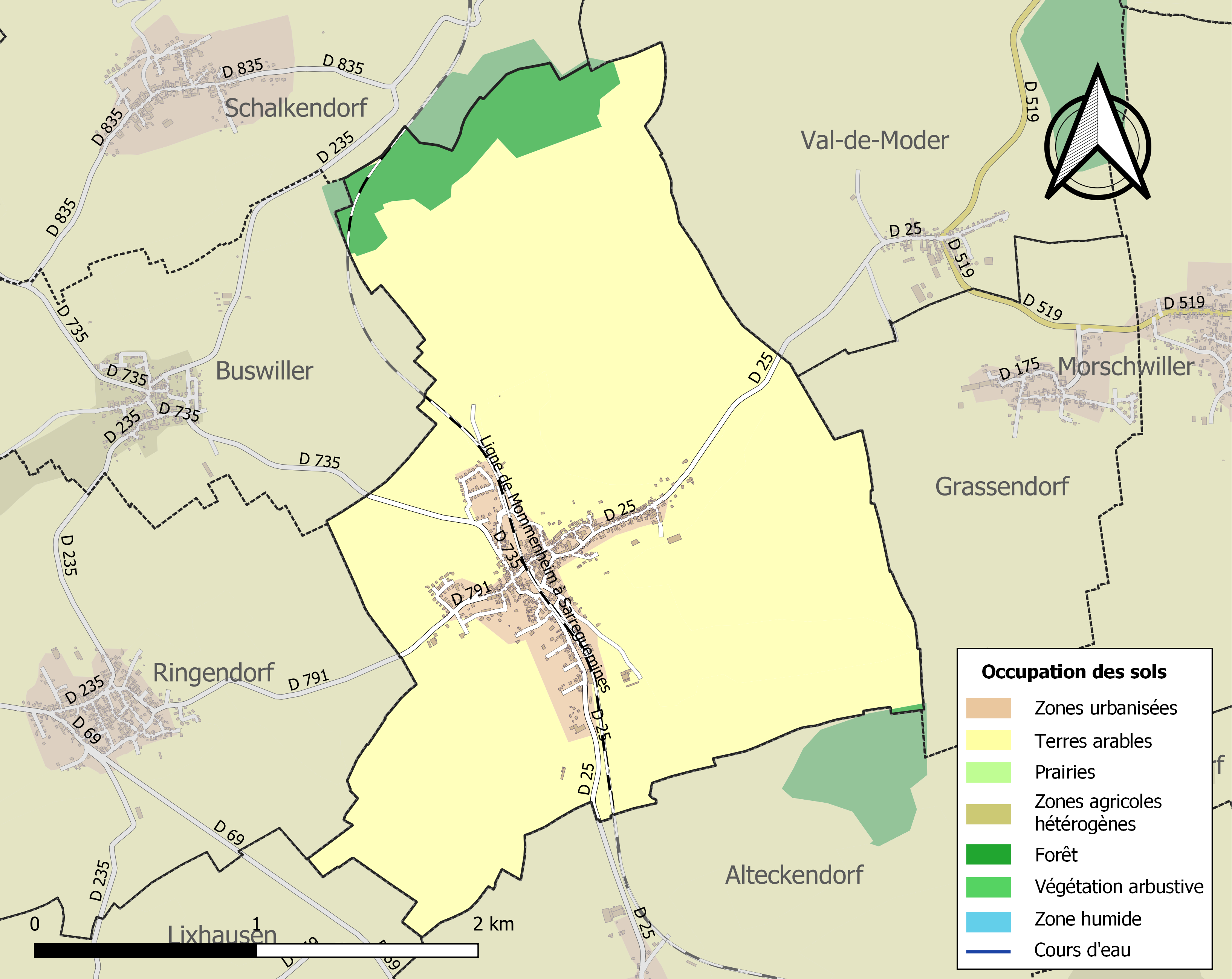
Carte des infrastructures et de l'occupation des sols de la commune en 2018 (CLC).

Le Conseil Communautaire de la Communauté de communes du Pays de la Zorn a approuvé le PLUi le 19 décembre 2019.

### Voies de communications et transports

#### Voies routières
- D735 vers Boswiller[20].
- D25 vers Ringeldorf.

#### Transports en commun
- Transports en Alsace.
- Fluo Grand Est.
- Gare Ettendorf Place de l'école. Car TER[21].
- Ancienne gare 7, rue Principale[22].

##### SNCF
- Gare d'Obermodern,
- Gare de Hochfelden,
- Gare de Schwindratzheim,
- Gare de Mommenheim,
- Gare de Wilwisheim.

### Risques naturels et technologiques
Commune située dans une zone 3 de sismicité modérée.

## Histoire

### Préhistoire
Il a des origines très anciennes. Lors de fouilles archéologiques récentes, des éléments prouvant une présence humaine datés de 800 ans av. J.-C. et de 2000 av. J.-C. ont été retrouvés.
Les découvertes sur le lotissement Gaentzbruch ont mis au jour une première période attribuable à l'âge du Bronze final et la seconde période a été datée de La Tène ancienne,. Nos lointains ancêtres ont très certainement appartenu à la tribu des Triboques.

### Moyen Âge et époque moderne
Aux XIIIe et XIVe siècles, Ettendorf était une possession impériale donnée en fief à la famille d’Ettendorf. En 1409, le village fut intégré dans le bailliage de Haguenau ; enfin, il a appartenu jusqu'en 1610 à la famille noble de Wangen.

#### Description d'Ettendorf en 1702
« Ettendorff est un lieu assez considérable en habitants situé dans un fond dans lequel il y a une église qui a un clocher voûté, son cimetière renfermé par une vieille muraille haute de trois à quatre pieds ébréchée en deux endroits ».

### Période contemporaine
En 1790, la commune fut incorporée au canton de Bouxwiller puis en 1801, à celui de Hochfelden.
Avant 1860, Ettendorf, 808 habitants en 1856, était un village pauvre, isolé présentant un taux de mortalité important et une population décroissante. La commune « s’administrait elle-même ». Elle avait le souci de ses habitants les plus indigents et un profond sens de la solidarité. Ceci se reflète dans les décisions des conseils municipaux successifs. La vie était rythmée par les travaux des champs, les travaux d’intérêt général (curage de fossés, empierrement de voies, défrichements, charrois...) encadrée par une pratique religieuse très fervente parfois teintée de croyances et de superstitions.
Après 1870, la vie du village semble aller mieux : les ressources agricoles, par le travail, sont déclarées suffisantes. La ligne de chemin de fer, construite après 1890, va définitivement désenclaver la commune et apporter un peu de richesse à ses habitants par le dédommagement des terres achetées pour cette construction et, surtout, la possibilité d’aller vendre plus loin sa production agricole. Le village va s’ouvrir, bon nombre de fonctionnaires du chemin de fer vont s’y implanter, les enfants seront envoyés dans les « écoles », souvent religieuses, pour être formés. C’est ainsi qu’un certain nombre d’exploitations agricoles purent se maintenir jusqu’en 1975 : le chef d’exploitation ayant une double activité.
Cette amélioration de la fin du XIXe siècle vient à point nommé pour favoriser la construction d’une nouvelle église en discussion depuis 1860. L’ancienne église, construite en 1577, entourée d’un cimetière fortifié du XIVe siècle, était délabrée, trop petite pour la taille du village et les réparations nécessaires au clocher, tour carrée en forme de donjon, ne répondaient plus aux exigences de la situation. (cf. Histoire de la construction de l’église).
La proximité de l’autoroute A4, à 5 km, ouverte en 1978, a eu un peu le même effet : celui de rapprocher le village de la grande ville ; les sorties quotidiennes vers la ville se sont intensifiées et les urbains viennent s’implanter dans le village. À ceci, s'ajoute le retour ou l’enracinement d’un bon nombre des enfants du baby-boom qui ont choisi de construire au village. Aussi, Ettendorf voit sa population de 606 habitants en 1982 grimper à 831 en 2010.
Avec de nouvelles énergies humaines, une nouvelle ère commence pour le village qui entreprend de grands travaux et l’amélioration de l’existant : construction d’une salle polyvalente, réfection de toute l’école, transformation du presbytère inoccupé en mairie, espace paroissial et bibliothèque municipale, aménagement de la cour d’école... Conscients de l’effort réalisé par leurs ancêtres pour construire une nouvelle église en 1895 et y implanter un orgue en 1908, les habitants se sont engagés moralement et financièrement dans la restauration de ce patrimoine depuis 1996 pour concrétiser cette opération d’envergure en 2001 et 2003.

Parallèlement, ont démarré, en 2001, les travaux d’assainissement, de voirie, de réfection du réseau d’eau, de mise en terre des réseaux électrique, téléphonique et câblé. Le village a recomposé son aménagement pour les cinquante ans à venir. Tous ces travaux se sont achevés au printemps 2007.

Après un premier projet élaboré par la commune, la communauté de communes du pays de la Zorn a repris à son compte la réalisation en 2008 et 2009 d'un terrain de terrain de football synthétique avec la construction d'un nouveau club-house et des vestiaires. En 2009, la commune y a joint un terrain multi-sports et un terrain de pétanque.

## Politique et administration

### Découpage territorial

#### Commune et intercommunalités
La commune est membre de la communauté de communes du Pays de la Zorn.

### Élections municipales et communautaires

#### Liste des maires
| Période                                  | Période  | Identité          | Étiquette | Qualité |
| ---------------------------------------- | -------- | ----------------- | --------- | ------- |
| Les données manquantes sont à compléter. |          |                   |           |         |
| 1977                                     | 1995     | Roger Lavergne    |           | Maire   |
| 2001                                     | mai 2020 | Patrice Weiss     |           |         |
| mai 2020                                 | En cours | Nicolas Rodriguez |           |         |

### Budget et fiscalité 2021
En 2021, le budget de la commune était constitué ainsi :
- total des produits de fonctionnement : 392 000 €, soit 508 € par habitant ;
- total des charges de fonctionnement : 352 000 €, soit 456 € par habitant ;
- total des ressources d'investissement : 361 000 €, soit 467 € par habitant ;
- total des emplois d'investissement : 134 000 €, soit 173 € par habitant ;
- endettement : 587 000 €, soit 760 € par habitant.

Avec les taux de fiscalité suivants :
- taxe d'habitation : 15,62 % ;
- taxe foncière sur les propriétés bâties : 26,63 % ;
- taxe foncière sur les propriétés non bâties : 54,74 % ;
- taxe additionnelle à la taxe foncière sur les propriétés non bâties : 0,00 % ;
- cotisation foncière des entreprises : 0,00 %.

Chiffres clés Revenus et pauvreté des ménages en 2020 : médiane en 2020 du revenu disponible, par unité de consommation : 24 160 €.

## Équipements et services publics

### Enseignement
Établissements d'enseignements :
- École maternelle et primaire.
- École-mairie, 197 rue Principale[32]
- Collèges à Val-de-Moder, Hochfelden, Bouxwiller, Mertzwiller, Schweighouse-sur-Moder.
- Lycées à Bouxwiller, Haguenau.

### Santé
Professionnels et établissements de santé :
- Médecins à Alteckendorf, Pfaffenhoffen, La Walck, Dauendorf, Hochfelden,
- Pharmacies à La Walck, Pfaffenhoffen, Hochfelden, Schwindratzheim,
- Hôpitaux à Ingwiller, Brumath, Haguenau.

## Population et société

### Démographie
Ses habitants sont les Ettendorfois, en alsacien « Addederfer ».

#### Pyramide des âges
L'évolution du nombre d'habitants est connue à travers les recensements de la population effectués dans la commune depuis 1793. Pour les communes de moins de 10 000 habitants, une enquête de recensement portant sur toute la population est réalisée tous les cinq ans, les populations de référence des années intermédiaires étant quant à elles estimées par interpolation ou extrapolation. Pour la commune, le premier recensement exhaustif entrant dans le cadre du nouveau dispositif a été réalisé en 2007.

En 2022, la commune comptait 742 habitants, en évolution de −4,26 % par rapport à 2016 (Bas-Rhin : +3,17 %, France hors Mayotte : +2,11 %).
| 1793 | 1800 | 1806 | 1821 | 1831 | 1836  | 1841 | 1846 | 1851 |
| ---- | ---- | ---- | ---- | ---- | ----- | ---- | ---- | ---- |
| 762  | 783  | 879  | 970  | 953  | 1 025 | 876  | 897  | 872  |

| 1856 | 1861 | 1866 | 1871 | 1875 | 1880 | 1885 | 1890 | 1895 |
| ---- | ---- | ---- | ---- | ---- | ---- | ---- | ---- | ---- |
| 808  | 793  | 750  | 792  | 768  | 730  | 736  | 744  | 830  |

| 1900 | 1905 | 1910 | 1921 | 1926 | 1931 | 1936 | 1946 | 1954 |
| ---- | ---- | ---- | ---- | ---- | ---- | ---- | ---- | ---- |
| 796  | 790  | 774  | 716  | 747  | 740  | 761  | 732  | 663  |

| 1962 | 1968 | 1975 | 1982 | 1990 | 1999 | 2006 | 2007 | 2012 |
| ---- | ---- | ---- | ---- | ---- | ---- | ---- | ---- | ---- |
| 665  | 666  | 635  | 606  | 674  | 700  | 797  | 811  | 795  |

| 2017 | 2022 | - | - | - | - | - | - | - |
| ---- | ---- | - | - | - | - | - | - | - |
| 771  | 742  | - | - | - | - | - | - | - |

### Cultes
- Culte catholique, Communauté de Paroisses des Moulins de la Zorn[38], Diocèse de Strasbourg.

## Économie

### Entreprises et commerces

#### Agriculture
- Élevage d'autres bovins et de buffles.
- Élevage de vaches laitières.
- Élevage d'autres animaux.
- Culture de céréales, de légumineuses et de graines oléagineuses.
- Culture et élevage associés

#### Tourisme
- Restaurant et bar à Ettendorf.
- Maisons d'hôtes, Chambres d'hôtes, Gîtes de France à Ettendorf, Ringendorf, Morschwiller, Obermoder, Schalkendorf.
- Hôtels à Haguenau.

#### Commerces
- Commerces de services de proximité à Ettendorf, Val-de-Moder, Haguenau.

## Culture locale et patrimoine

### Lieux et monuments

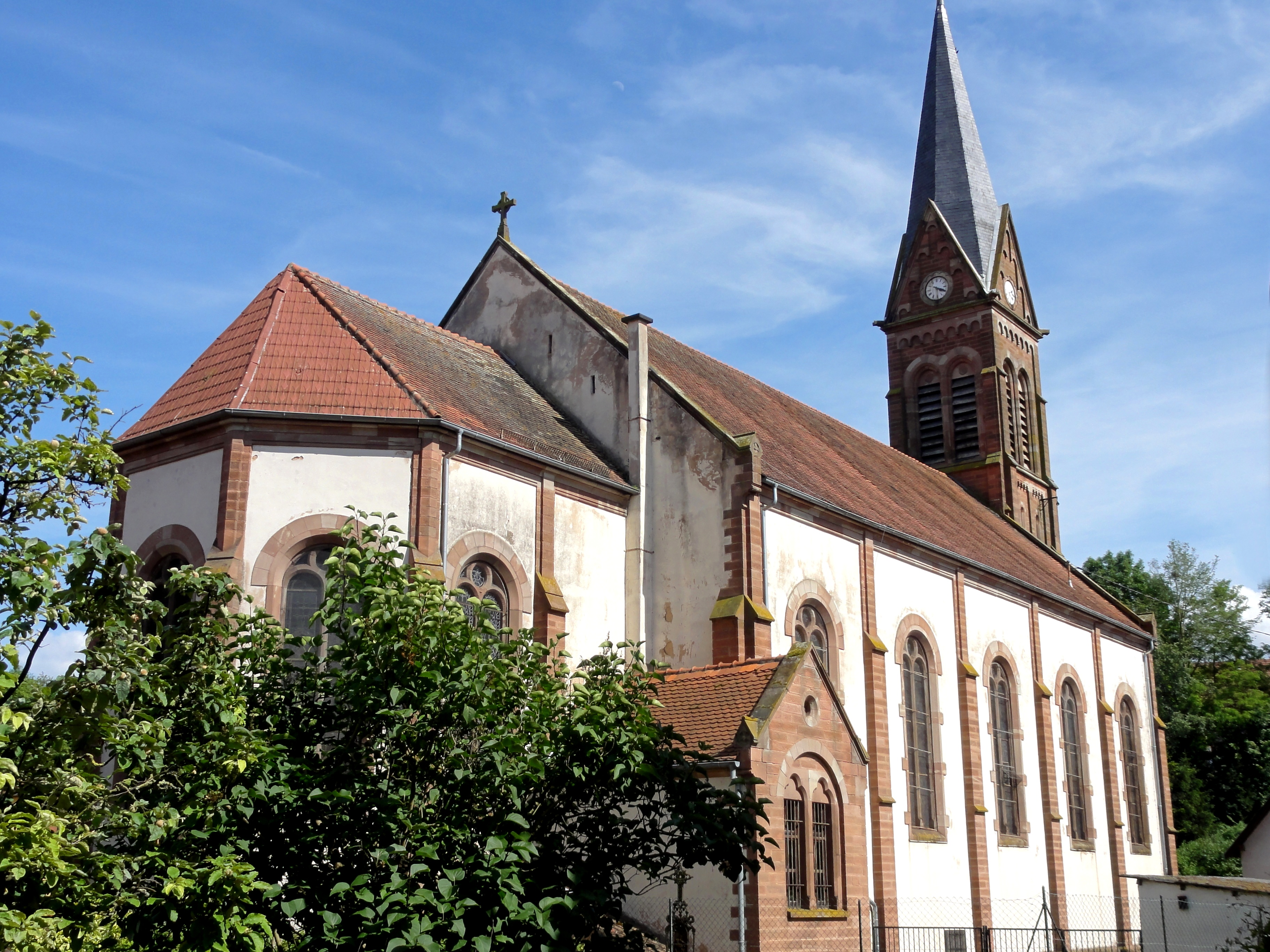
Église Saint-Nabor (1895).
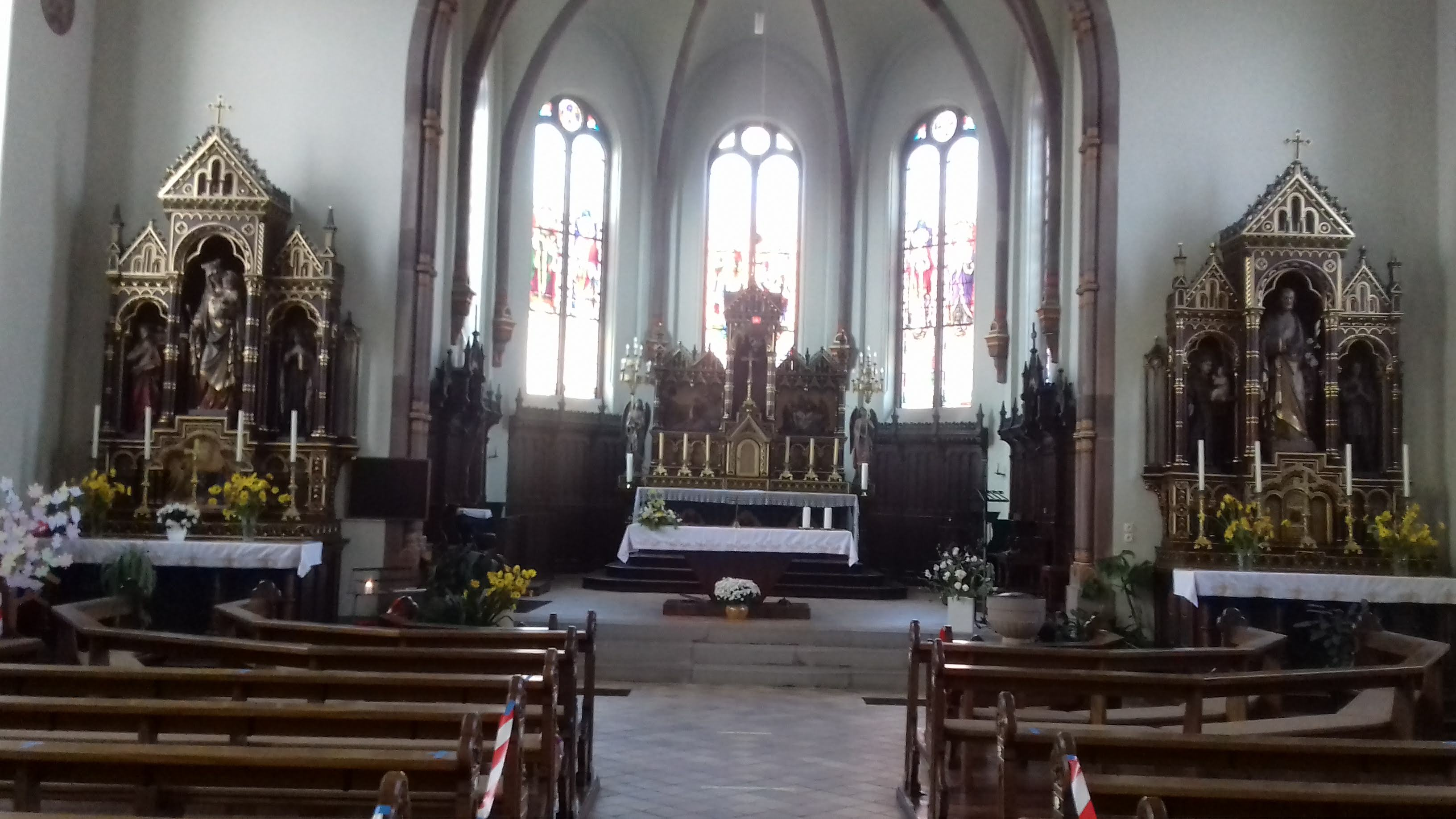
Intérieur église Saint-Nabor.
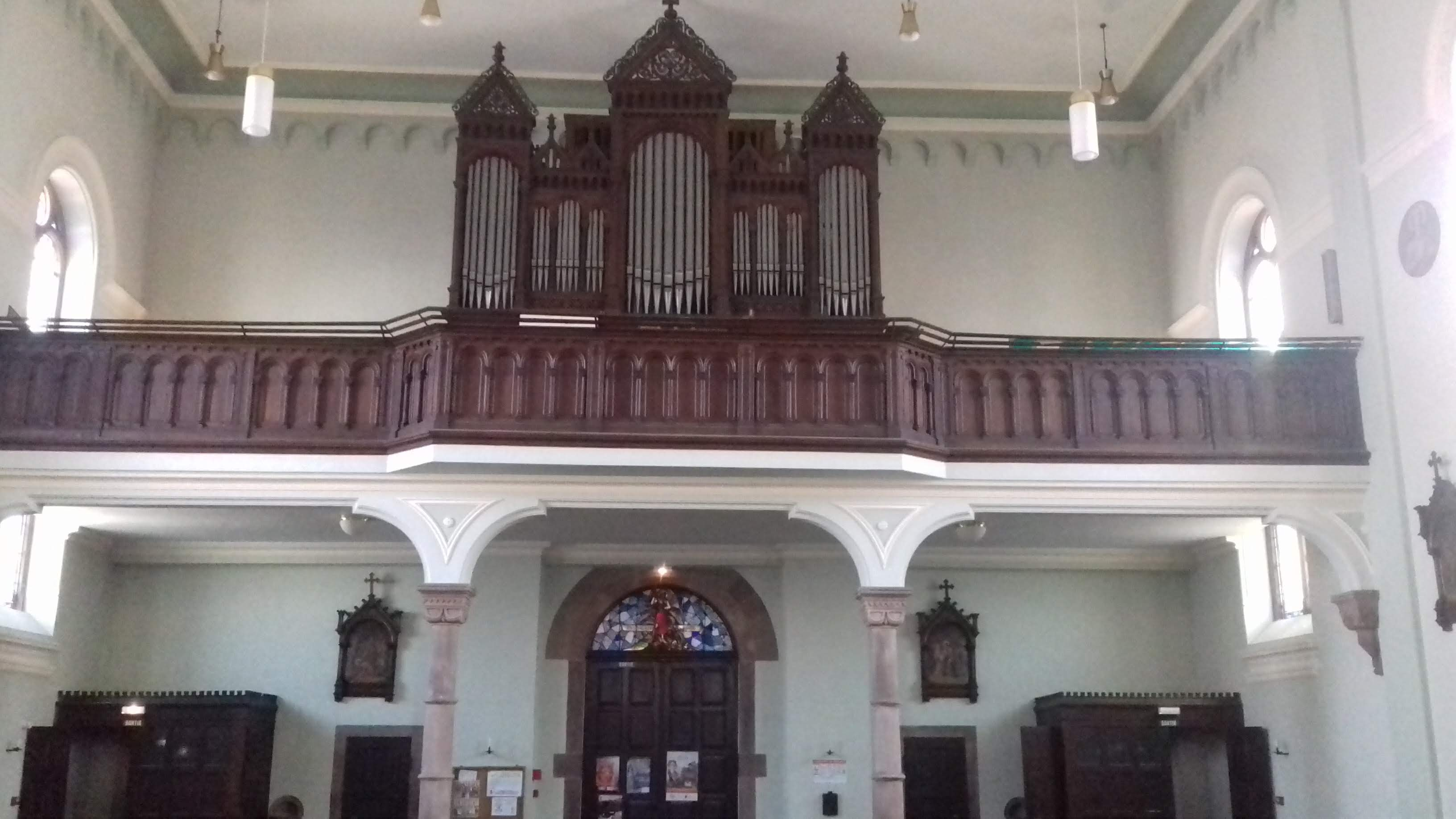
Orgue de l'église Saint-Nabor.
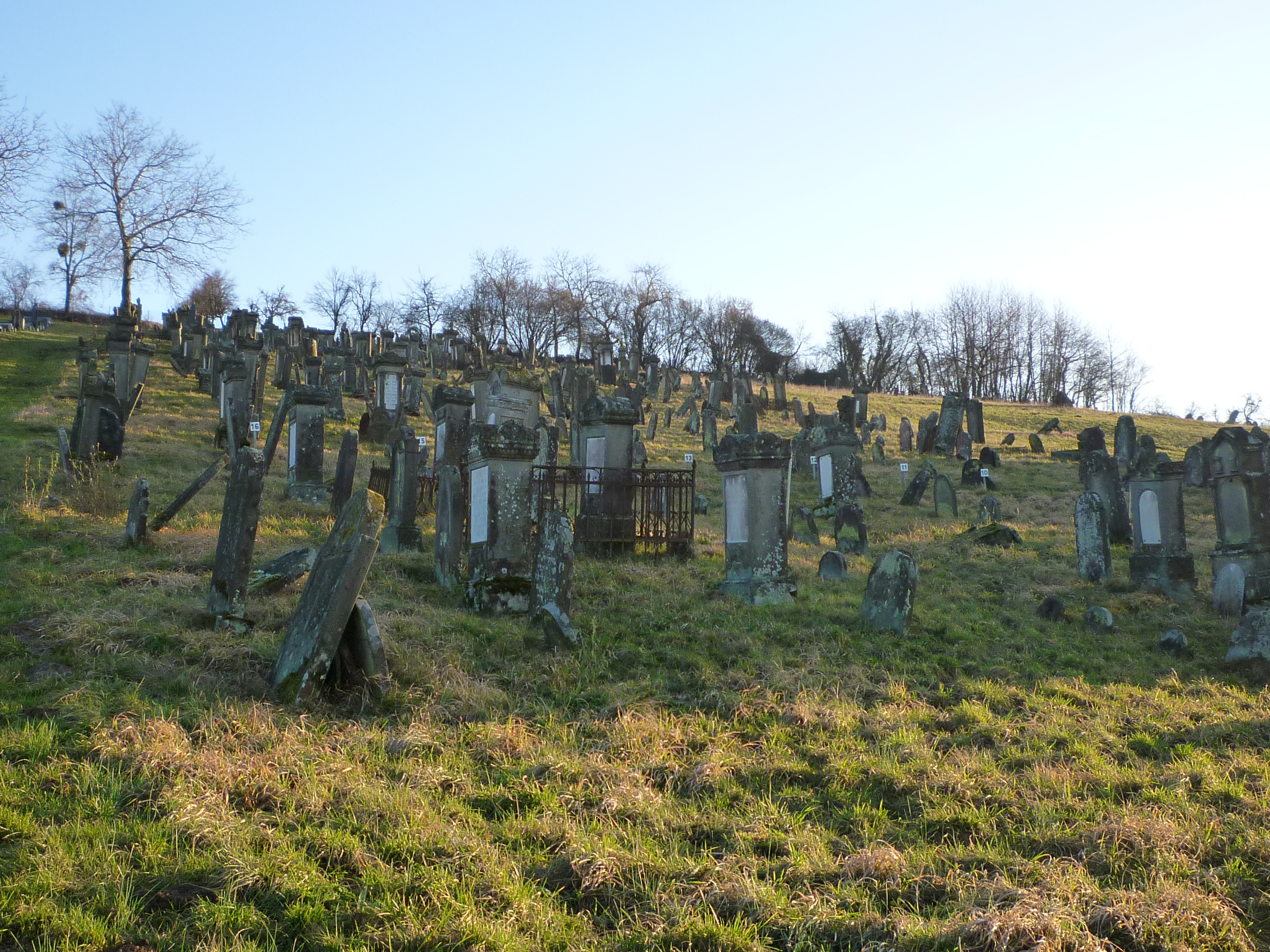
Cimetière juif d'Ettendorf[39].
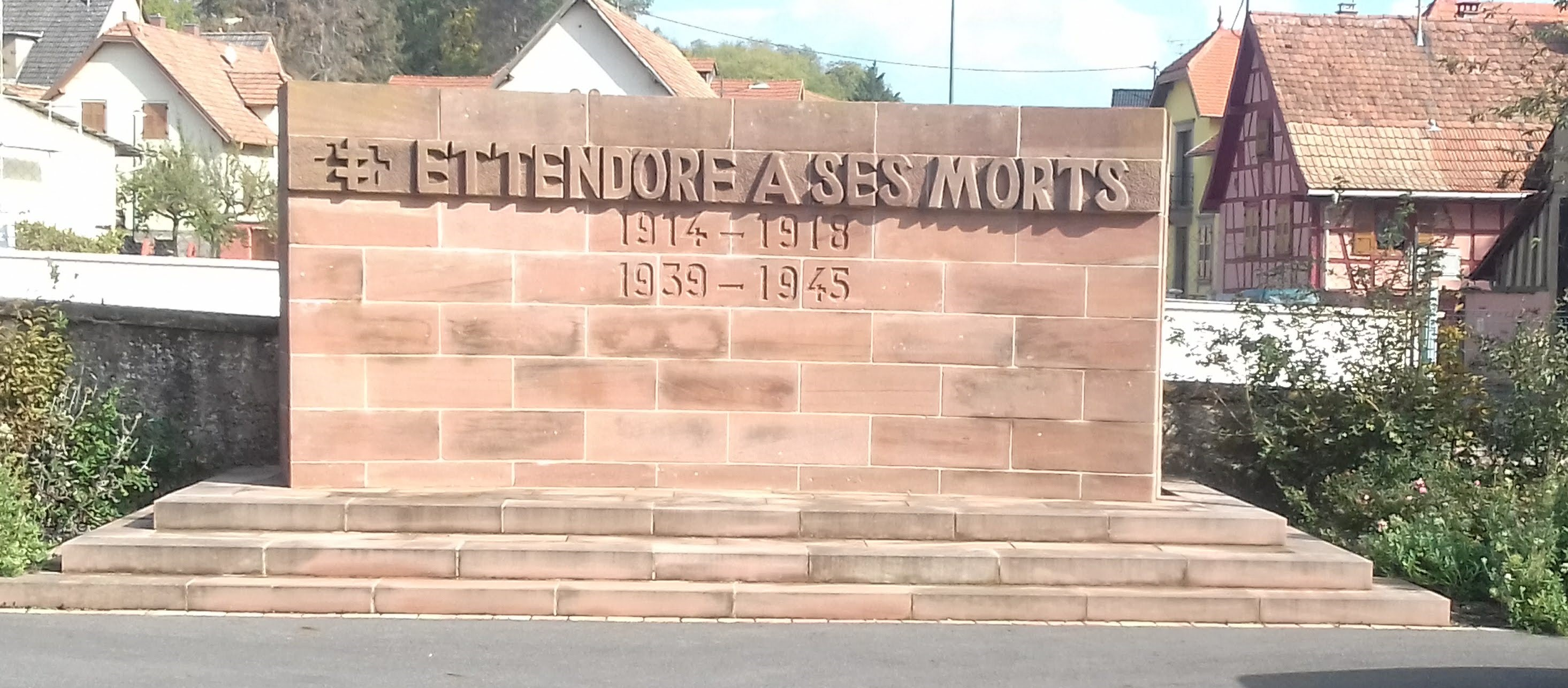
Monument aux morts.
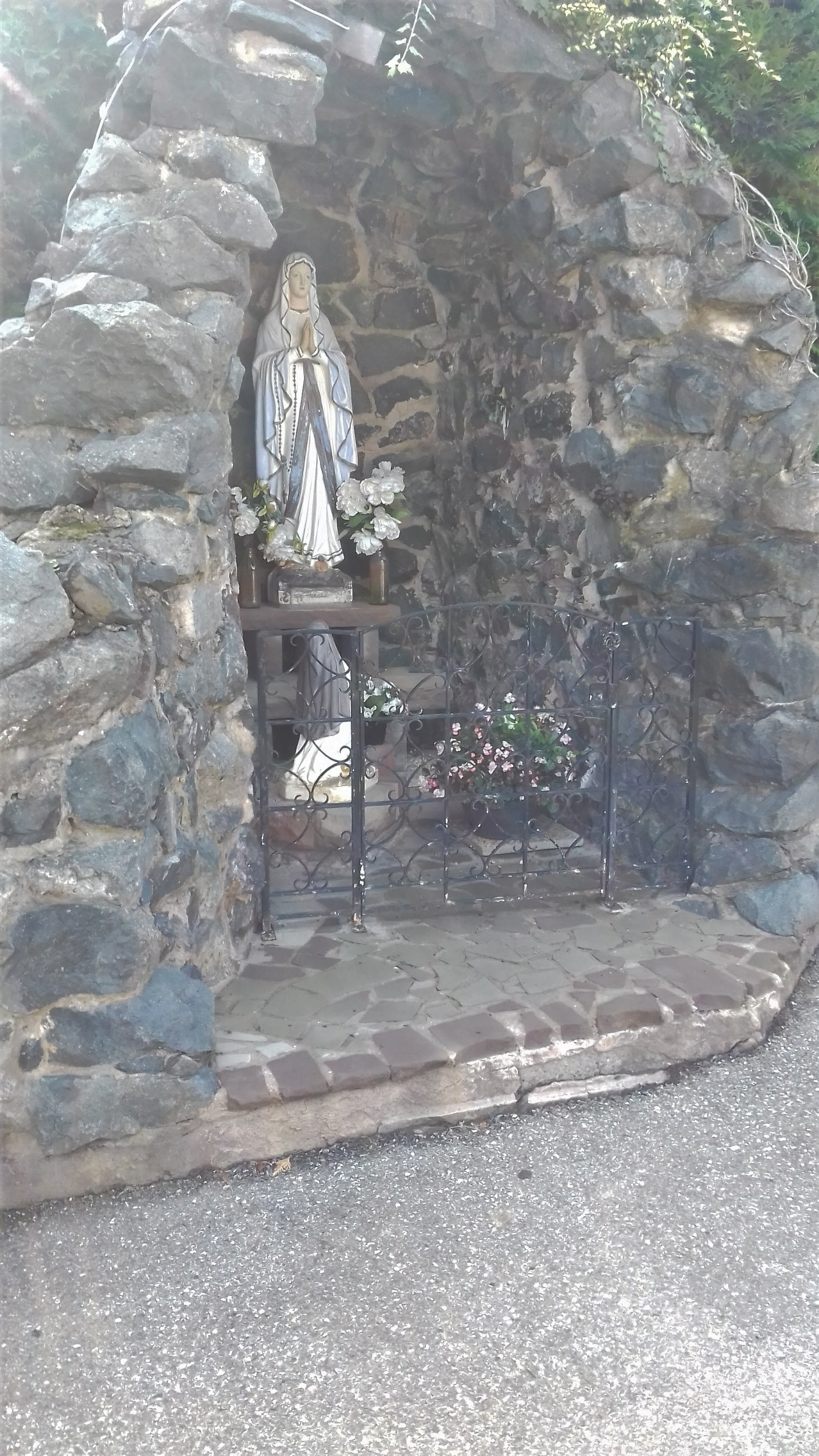
Grotte de Lourdes.
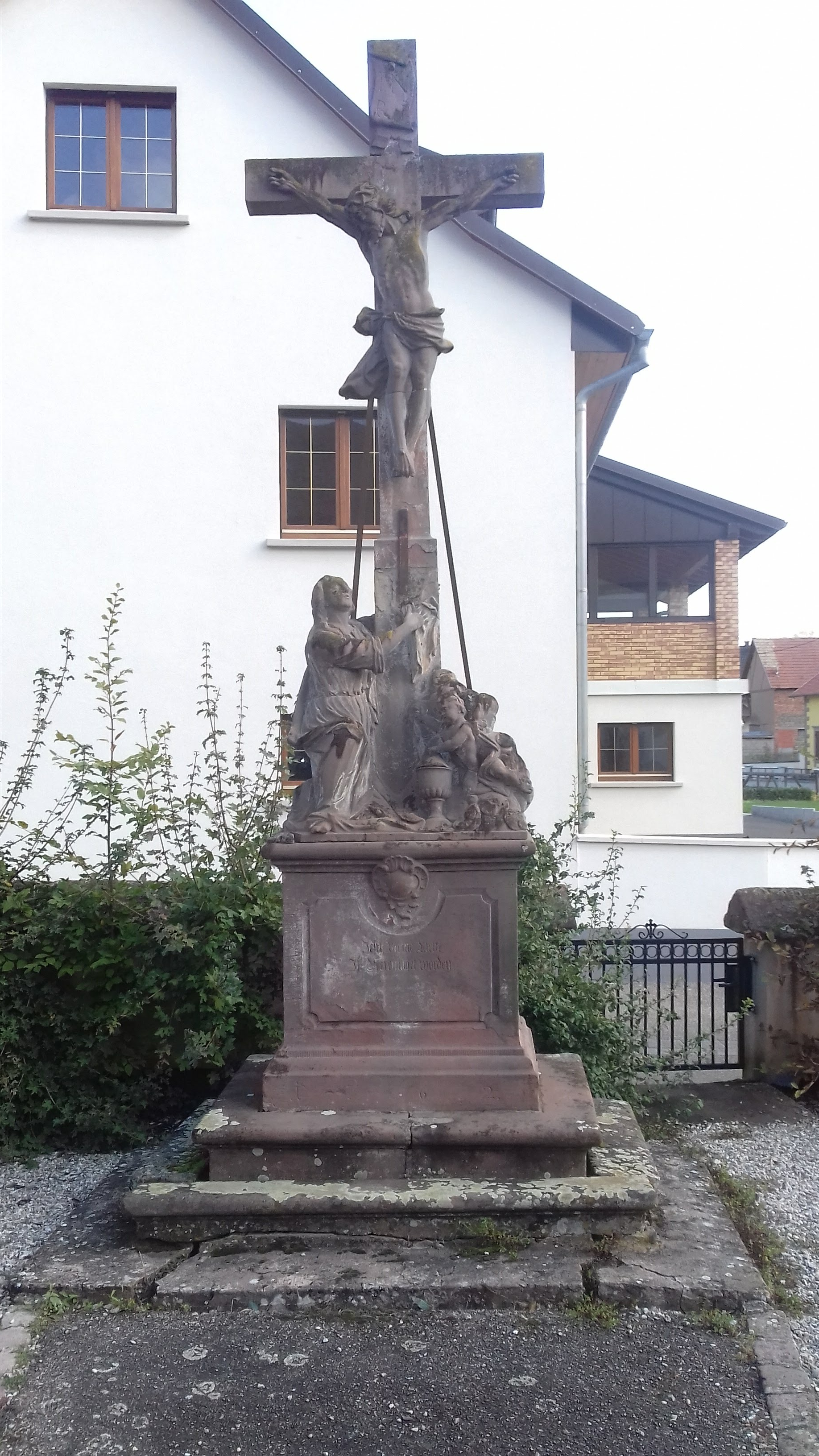
Calvaire rue de l'église.
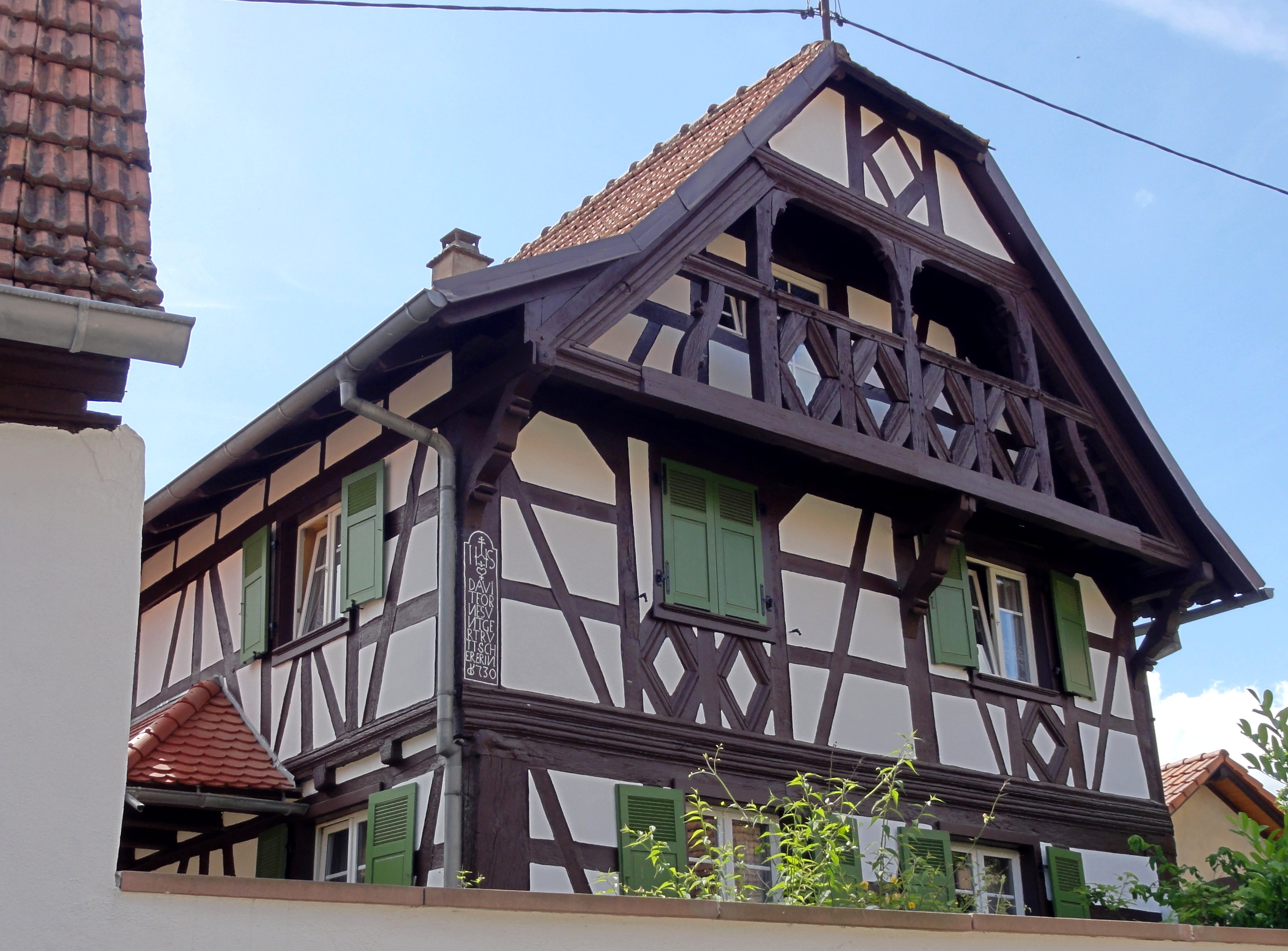
Ferme (1730), 120 rue de la Montée[40].
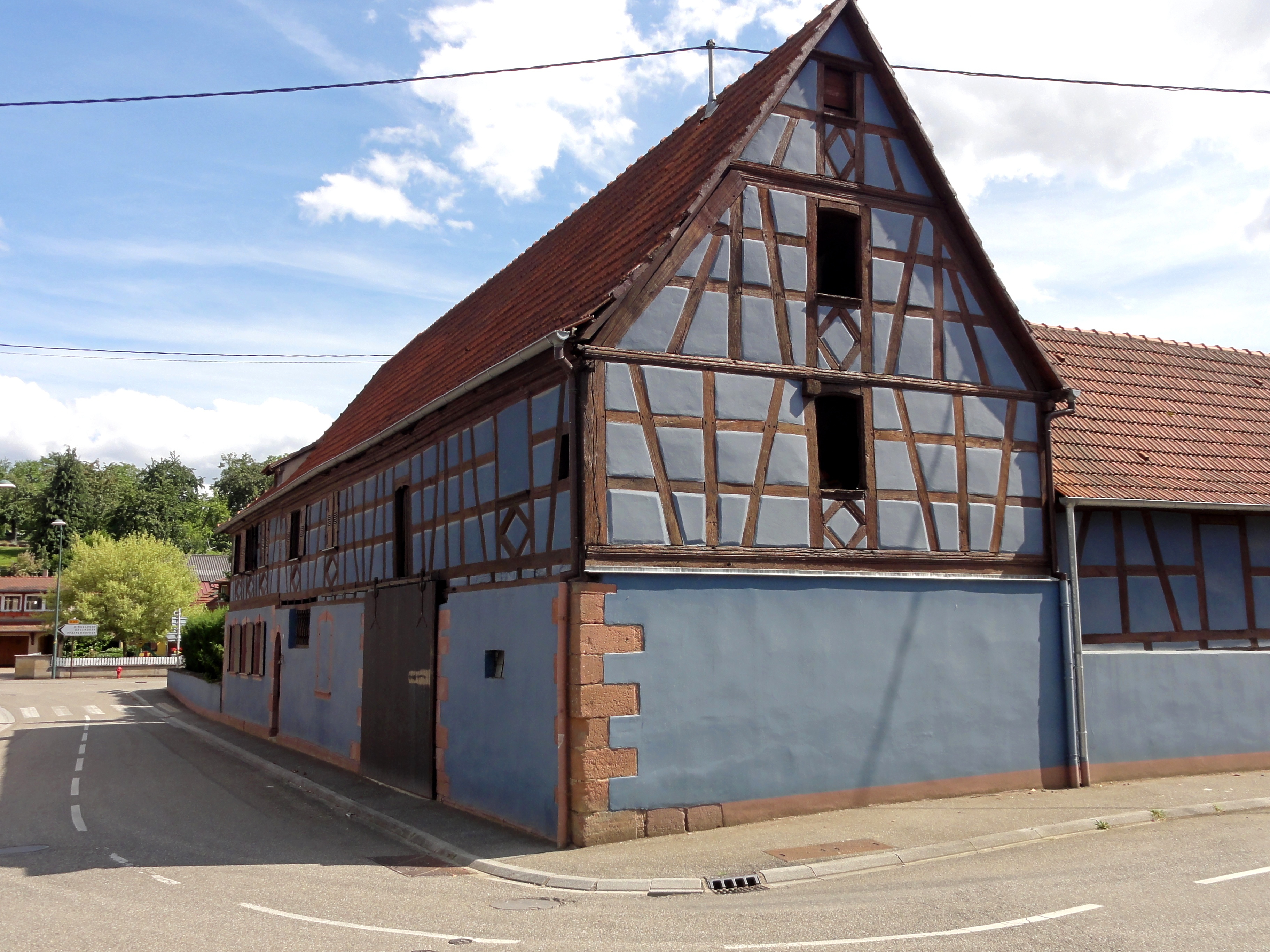
Ferme (XIXe siècle), 200 rue du Pont[41].

- L'église Saint-Nabor, de style néo-classique, date de 1895[42],[43].

Orgue par Martin et Joseph Rinkenbach, 1908,.
- Grotte de Lourdes[47],[48],[49].
- Ferme, 43 rue des Seigneurs : relief sur un mur du logis, daté 1850[50].
- Portes charretière et piétonne, 41-42 rue des Seigneurs[51].
- Ferme, 204 rue Principale[52]
- Ferme, 208 rue Principale : linteau de la porte piétonne, sculpté d'un paysan poussant sa charrue, tirée par deux chevaux[53].
- La grande croix du cimetière, datée de 1762, a été inscrite sur l'inventaire supplémentaire des monuments historiques le 28 juillet 1937[54].
- Croix de chemin :
  - Croix de chemin[55].
  - Croix de chemin B, rue Principale[56].
  - Croix de chemin D[57].
  - Croix de chemin F, 1909[58].
  - Croix de chemin G[59].
- Le cimetière juif, un des plus anciens d'Alsace, a été inscrit sur l'inventaire supplémentaire des monuments historiques par arrêté du janvier 1995[60].
- Presbytère, 187 rue Principale, actuelle mairie[61]
- Eléments d'une ancienne synagogue[62],[63],[64],[65],[66].

### Personnalités liées à la commune
- Francis Mayer, né à Ettendorf le 1er septembre 1950 et décédé à Paris le 9 décembre 2006, inhumé au cimetière d'Ettendorf. Depuis le 18 décembre 2002, pour un mandat de cinq ans, il était directeur général de la Caisse des dépôts et consignations.
- Robin Leon, né Robin Schlupp en 1997 dans la commune, musicien et chanteur.

### Héraldique
| Blason de Ettendorf | Blason  | Écartelé : au premier et au quatrième d'or à l'aigle de gueules becquée d'azur, au deuxième et au troisième d'or au sautoir de sable. |
| Blason de Ettendorf | Détails | |